# Központfurat

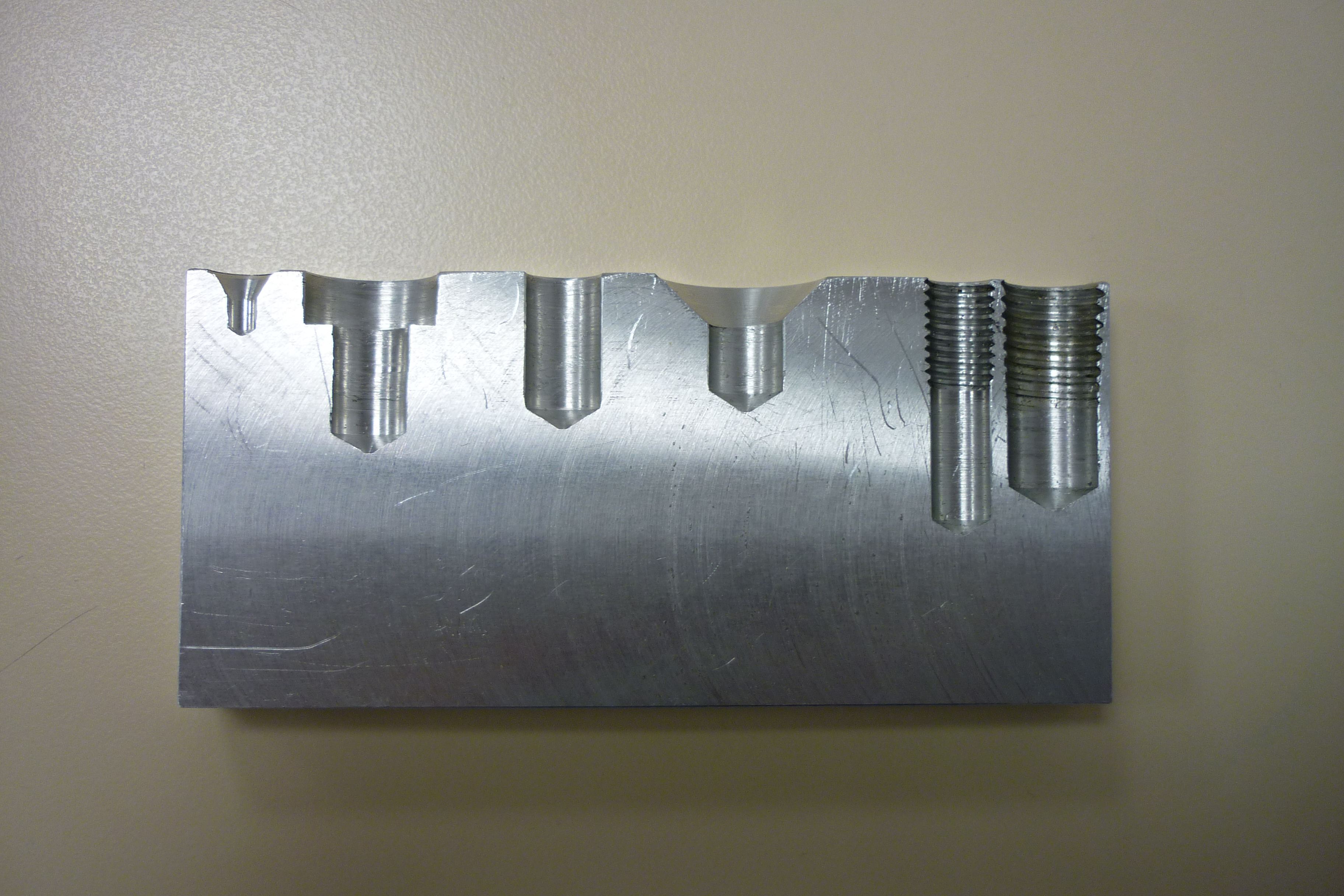
Különböző furatok metszetei. Balról az első furat központfúróval készült (A láthatóság miatt az anyagot a furatok feléig eltávolították.).

A központfurat  (régies nevén: csúcsfészek) tengely jellegű alkatrészek homloklapjain található speciális alakú furat, amely a munkadarab megmunkálás közbeni felfogására szolgál.

## Alkalmazása
A központfurat – mint segédbázis – a különféle megmunkálási módoknál (nagyolás, simítás, finommegmunkálás) felfogási célokra készül. Esetenként felhasználják mérésnél, néha az alkatrész javításnál is. Megmunkáláshoz központfuratot többnyire akkor alkalmaznak, ha
- a munkadarab karcsú és hosszú; Csak egyik végén befogott ilyen geometriájú alkatrészek megmunkálásakor a fellépő forgácsolóerők nagyobb deformációkat okozhatnának, mint amit az alkatrész (munkadarab) műhelyrajza előír.
- nagyok a munkadarabra előírt pontossági követelmények és a munkadarab egy oldalról nem munkálható meg (át kell fordítani). Ismert, hogy egy átlagos esztergatokmánnyal az egytengelyűségi hiba 0,1 mm vagy nagyobb.[1]
- az alkatrész további finommegmunkálást (például köszörülést) igényel az előírt alak-, méret- és helyzettűrések betartásához.
- a munkadarab nem fogható tokmányba (például azért, mert nincs is tokmány a gépen).

## Geometria
A központfuratok alakját és méreteit szabványok tartalmazzák, például az MSZ 3999, ISO 6411 és a DIN 333. Forgácsoló megmunkáláshoz három különböző típust használnak:
- A típusú központfurat: egyszerűbb, kisebb átmérőjű darabokhoz használják, pontos vezetést biztosít. Az A típusú központfurat áll egy hengeres furatrészből és az ebből kiinduló 60 fokos kúpból, amely az alkatrész homlokfelületéig tart.
- R típusú központfurat: Nehezebb tengelyekhez, ahol a központfúrást más gépen készítik, mint a megmunkálást. Kialakítása hasonló az A-típushoz, azonban a kúpszög 90 fok, amelyet egy rádiusszal lekerekítenek. A lekerekítés lehetőséget ad bizonyos szintű önbeállásra.
- B típusú központfurat: Kialakítása többnyire megegyezik az A-típussal, azonban a kúp és a homlokfelület találkozásánál egy 120 fokos védősüllyesztést is alkalmaznak. Olyankor kerül alkalmazásra, ha a munkadarabot egymás után több különböző gépen munkálják meg és véletlen leesés, ütődés miatt fennállhat a központfurat sérülése.

A központfurat mérete összhangban van a megmunkálandó munkadarab átmérőjével is.
Ajánlott központfurat méretek:
| Munkadarab átmérő, mm | Központfurat átmérő, mm |
| --------------------- | ----------------------- |
| 10-ig                 | 1,0                     |
| 10-16                 | 1,6                     |
| 16-25                 | 2,0                     |
| 25-40                 | 2,5                     |
| 40-63                 | 3,15                    |
| 63-80                 | 4,0                     |
| 80-100                | 6,3                     |
| 100-160               | 10,0                    |

Elektromotor forgórész tengelyének sorozatgyártása esetén használatos még a D és a DR típusú központfurat is. A D és DR típusú központfuratok egyesítenek egy központfuratot és egy menet magfuratot is.

## Méretek, jelölés
Központfurat mérete a fúró végén lévő hengeres rész átmérője (és nem a befogó szár átmérője).

### Metrikus központfurat
Metrikus központfurat jelölése a központfurat típusának betűjeléből, és az azt követő számból áll. Ezt követheti a szabvány száma. 
Eszerint egy A típusú, 3,15 mm névleges átmérőjű központfurat jelölése a következő:
A 3,15
vagy
A 3,15 MSZ 3999

### Hüvelyk-rendszerű központfurat

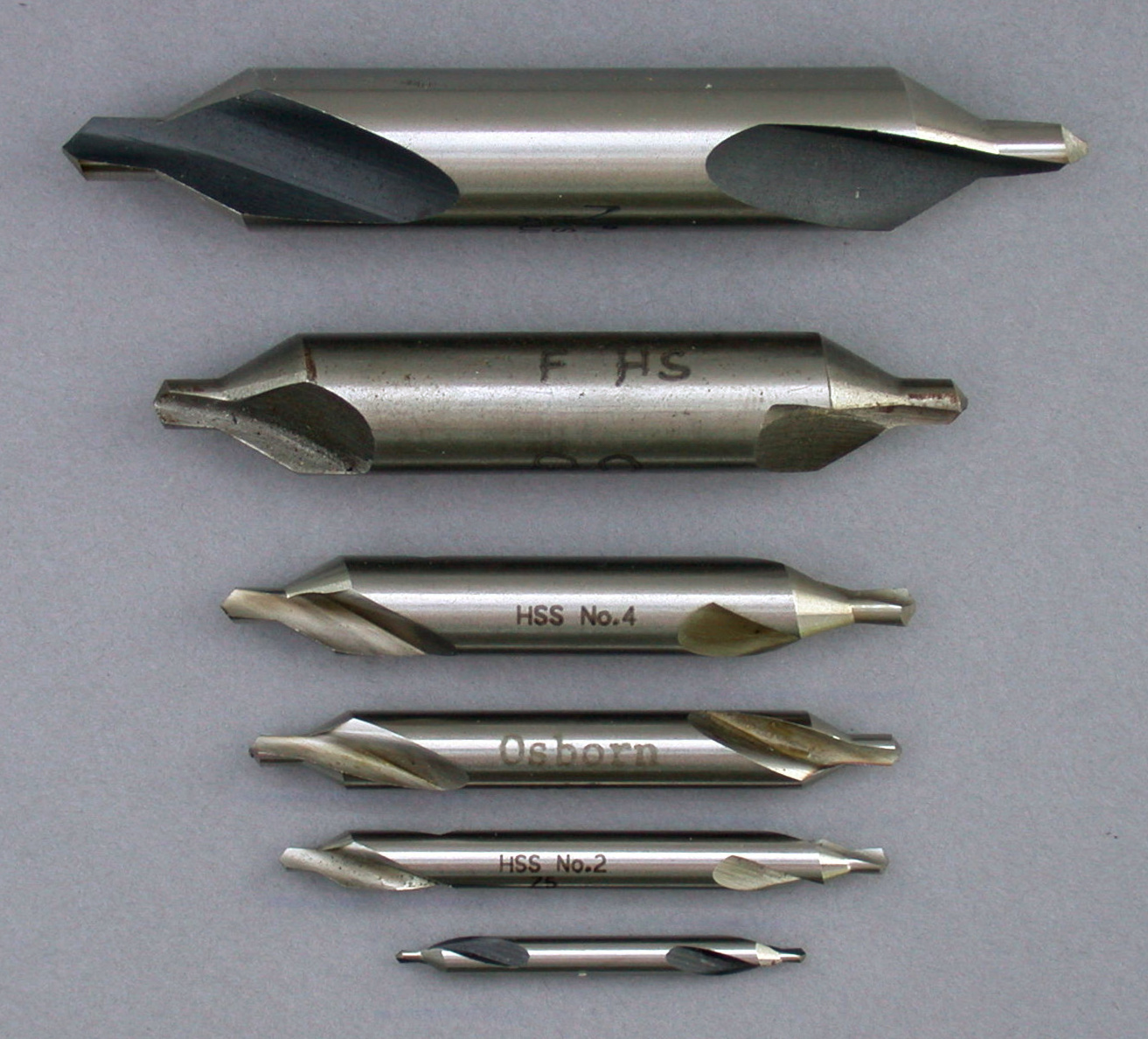
Különböző méretű központfúrók

Azok az országok, ahol nem metrikus rendszert használnak, a központfuratokat (és a központfúrókat is) számmal jelölik. A legkisebb központfúró 0,025 inch(0,635mm) névleges méretű és 00 jelölésű, a továbbiak pedig növekvő sorrendben 0-tól 10-ig azámozódnak. A mellékelt képen ilyen hüvelyk-rendszerű központfúrókat láthatunk 1-től 6-os méretig.

## Központfurat készítése
Kisebb méretű központfuratok speciálisan erre a célra készült központfúrókkal készítenek, míg 10 mm névleges átmérő felett többnyire csigafúróval és süllyesztővel készülnek.
A központfuratok készítésének legelterjedtebb módja az esztergapadon való fúrás. Központfurat készíthető még sugárfúrógépen és speciális központfúró automatákon is. Automatákon történő központfúrás során a tengelyeket önközpontosító prizmás gépsatuban fogják be és a tengely mindkét végét gyorsacél fűrésztárcsával a kívánt hosszra állítják be, majd a tengely két végén egyszerre történik a központfuratok fúrása.

## Megmunkálás

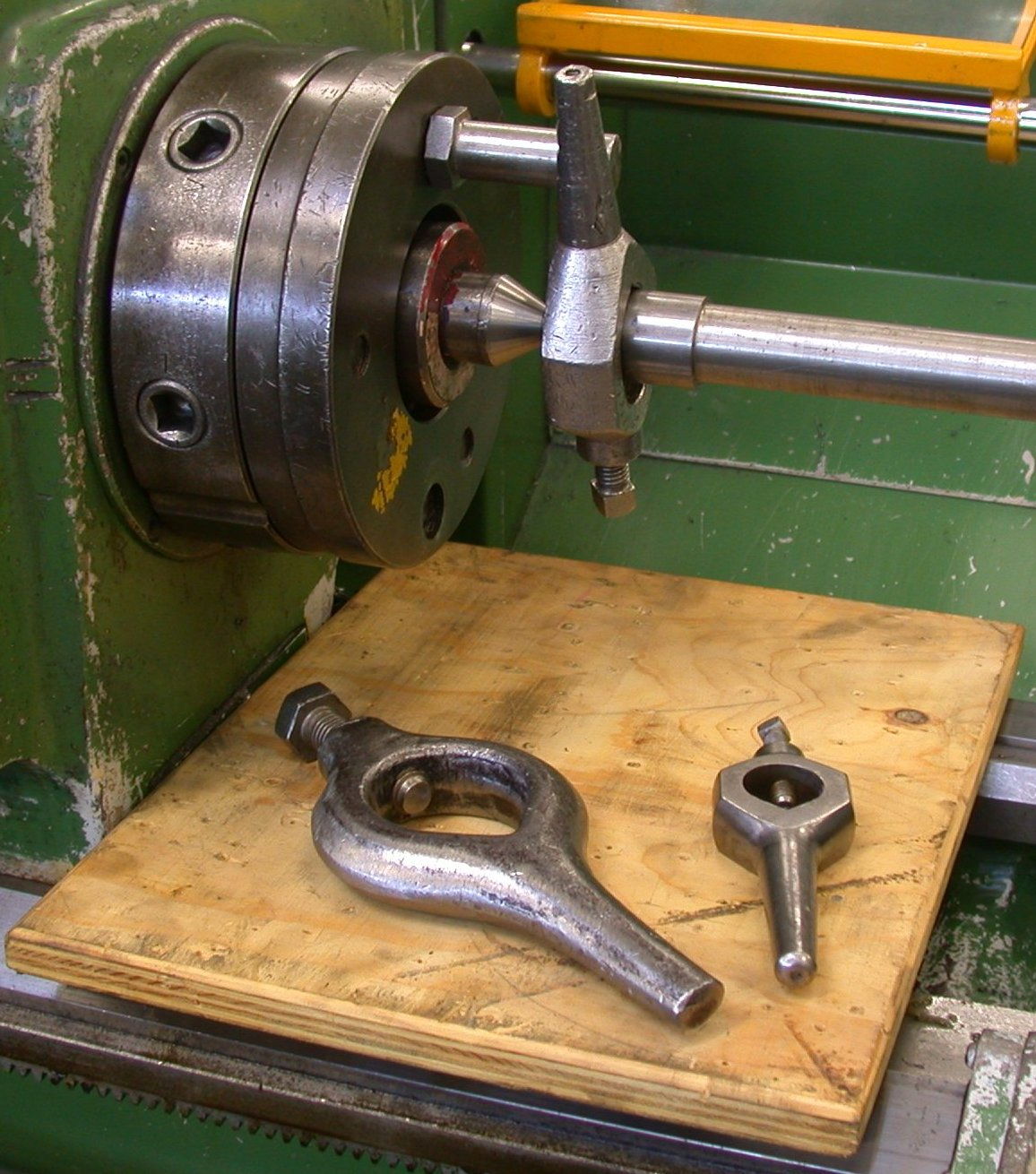
Esztergálás csúccsal

Központfurat használata nagyon pontos megmunkálást tesz lehetővé, azonban a korlátozott megfogási (pinóla, esztergaszív) erők miatt csak mérsékelt fogásmélység és előtolás alkalmazható.
A kész alkatrészen nem minden esetben maradhat központfurat (például esztétikai, sőt piacpolitikai okokból), erre a műhelyrajzok rajzjelekkel egyértelmű utalást adnak:
- A kész munkadarabon a központfurat nem engedhető meg. Ebben az esetben a csúcsok között megmunkált alkatrészt szerelőtoldattal („pucni”-val) látják el és ebbe fúrják a központfuratot, majd a gyártás utolsó műveleteiben leszúrással eltávolítják.
- A kész munkadarabon a központfurat megléte közömbös. Ebben az esetben a központfurat jelét mutatóvonallal jelzik a rajzon.
- A kész munkadarabon a központfuratnak mindenképpen meg kell maradnia (például mérés, bevizsgálás vagy javítás céljából).

### Központfurat szabályozása
Sérült, berágódott központfurat csak esztergakéssel vagy központfurat-köszörű gépen javítható. A központfúróval történő felfúrás vagy süllyesztővel való szabályozás nem megoldás, mivel a sérült felület a fúrót, süllyesztőt elvezeti.

## NC központfúró

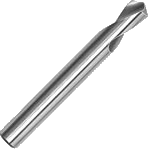
NC központfúró (bekezdőfúró)

Az NC központfúrót (bekezdőfúrót) nem a tengelyvégek segédbázisainak kialakítására használják, hanem azért, hogy egy rövidke bekezdőkúpot készítsenek a csigafúró részére (előfúrás jelleggel).